# تعلم قائم على التحدي
التعلم القائم على التحدي (CBL) هو نهج تربوي خاص بالتعليم من رياض الأطفال حتى الثانوية العامة كان للفريق المعني بالتعليم في شركة أبل الريادة في تطويره وهو النهج الذي تعود جذوره إلى التعليم القائم على حل المشكلات وأعمال جون ديوي. وينصب تركيز النهج على زيادة مشاركة الطلاب، لا سيما الطلاب الذين يكونون عرضة لترك الدراسة. وعلى عكس التعلم القائم على حل المشاكل، فإن التعلم القائم على التحدي هو تجربة تعليمية تعاونية يعمل فيها المدرسون والطلاب معًا للتعرف على القضايا الملحة واقتراح الحلول للمشاكل الحقيقية واتخاذ الإجراءات اللازمة. ويتطلب النهج من الطلاب أن يتدبروا العملية التعليمية الخاصة بهم وتأثير أعمالهم ونشر حلولهم للجمهور في جميع أنحاء العالم. وتم تناول النهج بالتفصيل في ورقة بحثية عام 2009 أصدرتها شركة أبل.
وكما هو موضح في الورقة البحثية، يتتضمن التعلم القائم على التحدي هذه السمات:
- نقاط متعددة للدخول وحلول ممكنة عديدة
- اتصال حقيقي مع تخصصات متعددة
- التركيز على تطوير المهارات اللازمة للقرن الحادي والعشرين
- الاستفادة من الوصول طوال الوقت إلى أحدث أدوات التكنولوجيا والموارد، مما يسمح للطلاب بالقيام بهذا العمل.
- استخدام أدوات ويب 2.0 للتنظيم والتعاون والمشاركة
- التركيز على التحديات العالمية مع الحلول المحلية
- مطالبة الطلاب بفعل أشياء بدلاً من مجرد التعرف على الأشياء
- توثيق التجربة من التحدي إلى الحل.

تهدف هذه السمات إلى ضمان أن يقوم نهج التعلم القائم على التحدي بإشراك المتعلمين وتزويدهم بالمهارات القيمة وتوسعة الفجوة بين التعلم الرسمي وغير الرسمي واحتضان الحياة الرقمية للطالب. (Apple Inc., 2009, p. 2)
ونشر اتحاد وسائل الإعلام الجديدة دراسة تفصيلية للتعلم القائم على التحدي في ممارسات الفصول الدراسية في أوائل عام 2009. ووجدت الدراسة، التي شملت 6 مدارس في الولايات المتحدة و27 مدرسًا و330 طالبًا في 17 تخصصًا، أن هذا النهج أدى إلى نتائج ذات تأثير فعال للغاية، لا سيما لطلاب الصف التاسع الذين يُعتبرون أنهم الأكثر عرضة لترك الدراسة.